# Virgin (álbum)
Virgin é o quarto álbum de estúdio da cantora e compositora neozelandesa Lorde, lançado no dia 27 de junho de 2025, através da Universal Music Nova Zelândia e Republic Records. Ele foi precedido pelos singles "What Was That", lançado em 24 de abril de 2025, "Man of the Year", lançado em 29 de maio de 2025, e "Hammer", lançado em 20 de junho de 2025.

## Antecedentes e promoção
Em 24 de abril de 2025, Lorde lançou "What Was That", seu primeiro single como artista solo em quatro anos. A canção foi o primeiro single de seu quarto álbum, então ainda não anunciado. Um videoclipe foi filmado na cidade de Nova Iorque e incluiu gravações de uma apresentação surpresa no Washington Square Park. Ela anunciou o álbum de 11 faixas em 30 de abril e revelou mais informações por meio de suas redes sociais, detalhando o lançamento e os colaboradores. O anúncio e o lançamento de Virgin seguem os intervalos “históricos” de quatro anos estabelecidos entre seus álbuns anteriores Pure Heroine, Melodrama e Solar Power, lançados em 2013, 2017 e 2021, respectivamente.
Lorde coproduziu o álbum com Jim-E Stack, com composições e contribuições adicionais de Dev Hynes, Dan Nigro, Fabiana Palladino, Andrew Aged e Buddy Ross. Spike Stent e Tom Elmhirst trabalharam na mixagem do álbum, enquanto a masterização ficou a cargo de Chris Gehringer.
A arte de capa mostra uma imagem de raio X de uma pélvis com uma fivela de cinto, um zíper de calça e um DIU visíveis. Em uma publicação, a cantora anunciou que a cor representando a era era "clara", visando a "transparência total". Virgin foi a sua tentativa de "criar um documento" que refletisse sua feminilidade, que ela descreveu como "crua, primitiva, inocente, elegante, de coração aberto, espiritual, masculina".

## Alinhamento de faixas
| Lista de faixas de Virgin |                           |                                                     |                                |         |  |
| N.º                       | Título                    | Compositor(es)                                      | Produtor(es)                   | Duração |  |
| 1.                        | "Hammer"                  | Ella Marija Lani Yelich-O'Connor James Harmon Stack |                                | 3:13    |  |
| 2.                        | "What Was That"           | O'Connor Stack                                      | Lorde Jim-E Stack Daniel Nigro | 3:29    |  |
| 3.                        | "Shapeshifter"            | O'Connor Stack Andrew Aged                          |                                | 4:17    |  |
| 4.                        | "Man Of The Year"         | O'Connor Stack                                      |                                | 3:00    |  |
| 5.                        | "Favourite Daughter"      | O'Connor Stack                                      |                                | 3:28    |  |
| 6.                        | "Current Affairs"         | O'Connor Fabiana Palladino                          |                                | 3:18    |  |
| 7.                        | "Clearblue"               | O'Connor Stack                                      |                                | 1:57    |  |
| 8.                        | "GRWM"                    | O'Connor Stack                                      |                                | 2:35    |  |
| 9.                        | "Broken Glass"            | O'Connor Stack Daniel Nigro                         |                                | 3:14    |  |
| 10.                       | "If She Could See Me Now" | O'Connor Stack Palladino William DiSerafino         |                                | 2:56    |  |
| 11.                       | "David"                   | O'Connor Stack                                      |                                | 3:24    |  |